# Dutzend
Dutzend (griechisch δώδεκα dódeka ‚zwölf‘; über lateinisch duodecim, mittelhochdeutsch tozen; vgl. englisch dozen, französisch douzaine) bezeichnet eine Stückzahl von zwölf.
Verwendet wurde es im deutschsprachigen Raum insbesondere im Handel. Weitere früher gebräuchliche Mengeneinheiten mit der Basis 12 sind das Schock (fünf Dutzend, also 60), das Gros (zwölf Dutzend, also 144) und das Maß (zwölf Gros, also 1728). Abgekürzt wurde uneinheitlich mit Dtz., Dtzd. oder Dzd.
Heute wird Dutzend fast nur für ungefähre Mengenangaben wie dutzendweise und Dutzende verwendet, analog wie ein paar oder Hunderte, und entspricht etwa dem österreichisch-bairischen Dialektausdruck schüppelweise und dem gehobeneren zig (für: zwanzig oder mehr).

## Dutzend im übertragenen Sinn
Da billige Ware früher oft dutzendweise verkauft wurde, entwickelte Dutzend- als erstes Glied in Zusammensetzungen eine pejorative Konnotation wie zum Beispiel in den Begriffen Dutzendware oder Dutzendmensch im Sinne von Massenware oder ‑mensch. Ein ähnlicher herabsetzender Sinn findet sich auch im italienischen duodez- in Verbindungen wie Duodezfürst oder Duodezstaat.

## Andere Bezeichnungen
In Dänemark bezeichnete man das Dutzend mit Tylt.
In Schweden nannte man das Dutzend Tolft und fasste 12 Stück Bretter mit diesem Begriff zusammen.